# Кенкеме
Кенкеме (Кенгкеме) (на якутски: Кэнкэмэ) е река в Азиатската част на Русия, Източен Сибир, Република Якутия (Саха), ляв приток на Лена. Дължината ѝ е 589 km, която ѝ отрежда 140-о място по дължина сред реките на Русия.
Река Кенкеме се образува от сливането на двете съставящи я реки Иагас-Йиабит (38 km, лява съставяща) и Йольонт-Юреге (36 km, дясна съставяща), на 278 m н.в., в централната част на Република Якутия (Саха). Двете съставящи я реки водят началото си от източната част на Приленското плато В горното и средното си течение река Кенкеме тече на изток и североизток през Приленското плато, а в долното – приз централната част на Централноякутската равнина. По цялото си протежение реката силно меандрира, като в горното и средно течение меандрите ѝ са вкопани в скалните пластове на Приленското плато, а в долното – по широката заливна тераса. Влива се отляво в река Лена, при нейния 1275 km, на 37 m н.в.
Водосборният басейн на Кенкеме има площ от 10 хил. km2, което представлява 0,4% от водосборния басейн на река Лена и се простира в централна част на Република Якутия (Саха).
Границите на водосборния басейн на реката са следните:
- на запад – водосборните басейни на реките Ханчали иСите, леви притоци на Лена;
- на югозапад, юг и изток – водосборните басейни на река Синя и други по-малки леви притоци на Лена.

Река Кенкеме получава 22 притока с дължина над 10 km, но нито един от тях не е с дължина над 100 km:
Подхранването на реката е основно снежно. Пълноводието ѝ е през май, а през лятото и есента, в продължение на около 80 дни е маловодна. През този период в резултата на поройни дъждове са наблюдават епизодични прииждания и нивото на водата може да се покачи до 6 m. За разлика от повечето сибирски реки Кенкеме е маловодна река със среден многогодишен отток едва от 1,57 m3/s, което като обем се равнява на 0,05 km3/год., максимален 33,2 m3/s. Кенкеме замръзва в началото на октомври, а се размразява в средата май, като продължителността на замръзването е 221 дни. От ноември до май поради малкото количество вода в коритото ѝ Кенкеме замръзва до дъното средно за 171 дни.
По течението на реката няма населени место. Поради близостта си до град Якутск (на 47 km) Кенкеме се използва за речен спорт – рафтинг.